# Пёрнер Группе
Пёрнер Группе (нем. Pörner Gruppe) — объединение предприятий в составе австрийской инжиниринговой компании «Пёрнер», специализирующейся в разработке технологий и выполнении проектов для перерабатывающих отраслей промышленности. Штаб-квартира расположена в Вене, Австрия. Компания «Пёрнер» реализует проекты в таких областях, как нефтепереработка, нефтехимия, химия, газовая промышленность, энергетика, промышленное производство и фармацевтика. В состав Пёрнер Группе входят компании средних размеров со специализацией в данных отраслях.

## История
Основатель компании — Курт Томас Пёрнер. В 1972 году в Вене было основано небольшое техническое бюро. В 1975 году был открыт первый филиал в Линце. В 70-х годах Pörner Ingenieurgesellschaft mbH приобрела права на лицензирование процесса «Битурокс» для производства дорожных битумов путём селективного окисления кислородом воздуха. Данный процесс был разработан австрийской нефтяной компанией «OMV». Лицензию на первую установку «Битурокс» компания «Пёрнер» предоставила НПЗ «NIOC» в Исфахане, Иран.
1992 год — первый зарубежный филиал в Гримме, Германия, специализирующийся в проектировании и строительстве технологических установок для химической промышленности. Незадолго после открытия филиала в Германии, было основано еще одно представительство в Австрии. Офис, расположенный в г. Кундль,Тироль, был создан для предоставления инжиниринговых услуг ключевым отраслям региона, включая фармацевтику, энергетику и промышленное строительство.
В 2003 году компания «Пёрнер» приобрела полный пакет акций компании «ЭДЛ Анлагенбау Гезелльшафт», расположенной в Лейпциге, Германия. «ЭДЛ» специализируется на рынке инжиниринговых услуг для нефтеперерабатывающей, химической, нефтехимической и газовой промышленностей.
В 2005 году компания удостоена государственной премии за инновационную «Систему Затаривания Битума Пёрнер», разработанную для затаривания и транспортировки битума в твёрдом виде. В этом же году «Пёрнер» приобрела 70 % акций украинской компании «Газинтек», остальные 30 % — в 2007 году. Основным направлением деятельности «Газинтек» является выполнение рабочего проектирования для предприятий газовой промышленности.
В 2006 году «Пёрнер» открыла представительства в Бухаресте и Плоешти, Румыния, специализирующиеся в проектировании технологических установок для региональных НПЗ.

### 2010-е годы
В 2012 году «Пёрнер» отпраздновала 40-летний юбилей. В этом же году дочернее предприятие «ЭДЛ» отметило 20-летие со дня основания.
Осенью 2014 года основано официальное представительство в Москве.
В 2015 году Pörner номинирована на госпремию за консалтинговые услуги в проекте "Чистый воздух в Сибири: проектирование установки по производству элементарной серы для «Норильского Никеля»".
В этом же году компания разрабатывает собственную концепцию по реализации проектов "Anlagenbau 4.0". 
В 2016 году выдана 50-я лицензия на процесс Biturox в мире. Лицензирование проходило в рамках проекта для компании HMEL, Индия.  В марте 2016 г. в Москве открывается дочернее предприятие ООО "Пёрнер Груп Раша".
В 2018 году был открыт новый филиал в г. Бургхаузене, Германия. 

### 2020-е годы
В марте 2020 года компания создала новое специализированное подразделение "Технологии водоочистки" (Pörner Water).
1 марта 2020 года EDL открывает офис в Северном Рейне-Вестфалии, важнейшем регионе химической промышленности Германии.

## Представительства
- Pörner Ingenieurgesellschaft Wien (головной офис)
- Pörner Linz (офис в Линце)
- Pörner Kundl
- EDL Anlagenbau Gesellschaft mbH
- EDL Köln[13]
- Pörner Grimma
- Pörner Romania
- Pörner Kyiv
- OOO «Пёрнер Груп Раша»[14]
- Pörner Burghausen [15]

## Технологии
- «Битурокс» (нем. Biturox) — технологический процесс производства битумов путём окисления тяжёлых нефтяных остатков (гудронов, асфальта и др.) продувкой воздухом.[2]
- «Система Затаривания Битума Пёрнер» для хранения, транспортировки и сбыта битума в твёрдом виде.[16][17][18]
- Сочетание процессов SDA и «Битурокс» для переработки тяжёлых нефтяных остатков.[19]
- Pörner Water: водоподготовка для нефтегазовой промышленности [20]
- Silicate Pörner Rice Hull Technology: высокочистые силикаты из рисовой шелухи [21]

## Деятельность в России и странах СНГ
Начиная с 1983 года на территории России и в странах СНГ «Пёрнер» реализовала свыше 20 проектов.
В число завершенных проектов входят проектирование и строительство установки «Битурокс» для ОАО «ТАИФ-НК», проектирование и поставка установки охлаждения и затаривания битума в биг-бэги на НПЗ в г. Кстово для компании ООО «ЛУКОЙЛ-Нижегороднефтеоргсинтез»,  проектирование и строительство битумной установки «Битурокс» на НПЗ в г. Новошахтинск.
В 2012 году в Норильске стартовал проект по модернизации Никелевого завода горно-металлургической компании «Норникель». В рамках данного проекта Pörner выполнила проектирование установки по производству
элементной серы. 
В 2015 году Pörner Ingenieurgesellschaft подписала контракт с государственной нефтяной компанией Азербайджана SOCAR на проектирование и строительство новой битумной установки Biturox на НПЗ им. Г. Алиева в г. Баку. Строительство битумной установки мощностью 400 тонн в год проводилось в рамках масштабной модернизации Бакинского НПЗ. 21 декабря 2018 года в церемонии открытия новой установки Biturox принял участие президент Азербайджанской Республики Ильхам Алиев. По данным SOCAR реализация данного проекта позволит полностью вывести из эксплуатации существующую инфраструктуру на НПЗ Azerneftyag, оптимизировать эксплуатационные расходы БНПЗ, а также обеспечить выпуск высококачественных марок битума. Наряду с этим, проект внесет значительный вклад в улучшение экологической ситуации г. Баку. В 2018 году была выдана лицензия и выполнено базовое проектирование блока производства нефтяных битумов на Кстовском НПЗ Лукойла. 